# Anthrobia monmouthia
Espèce
Anthrobia monmouthia est une espèce d'araignées aranéomorphes de la famille des Linyphiidae.

## Distribution
Cette espèce est endémique des États-Unis. Elle se rencontre en Alabama, au Tennessee, au Kentucky et en Virginie.

## Étymologie
Son nom d'espèce lui a été donné en référence au lieu de sa découverte, Mammoth Cave.

## Publication originale
- Tellkampf, 1844 : Beschreibung einiger neuer in der Mammuth-Höhle in Kentucky aufgefundener Gattungen von Gliedertieren. Archiv für Naturgeschichte, vol. 10, p. 318-322 (texte intégral).